# Richthalle Fulda

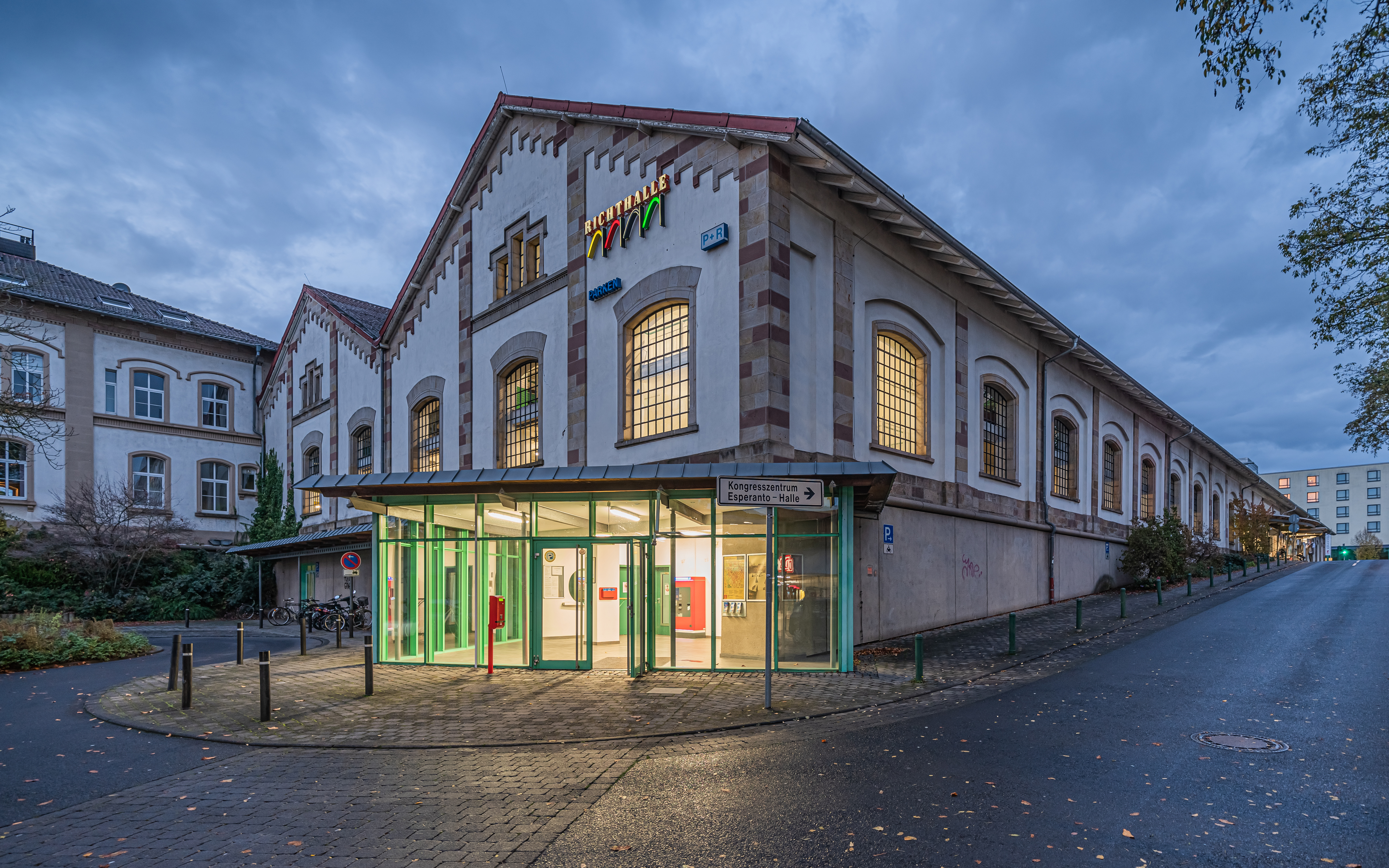
Richthalle

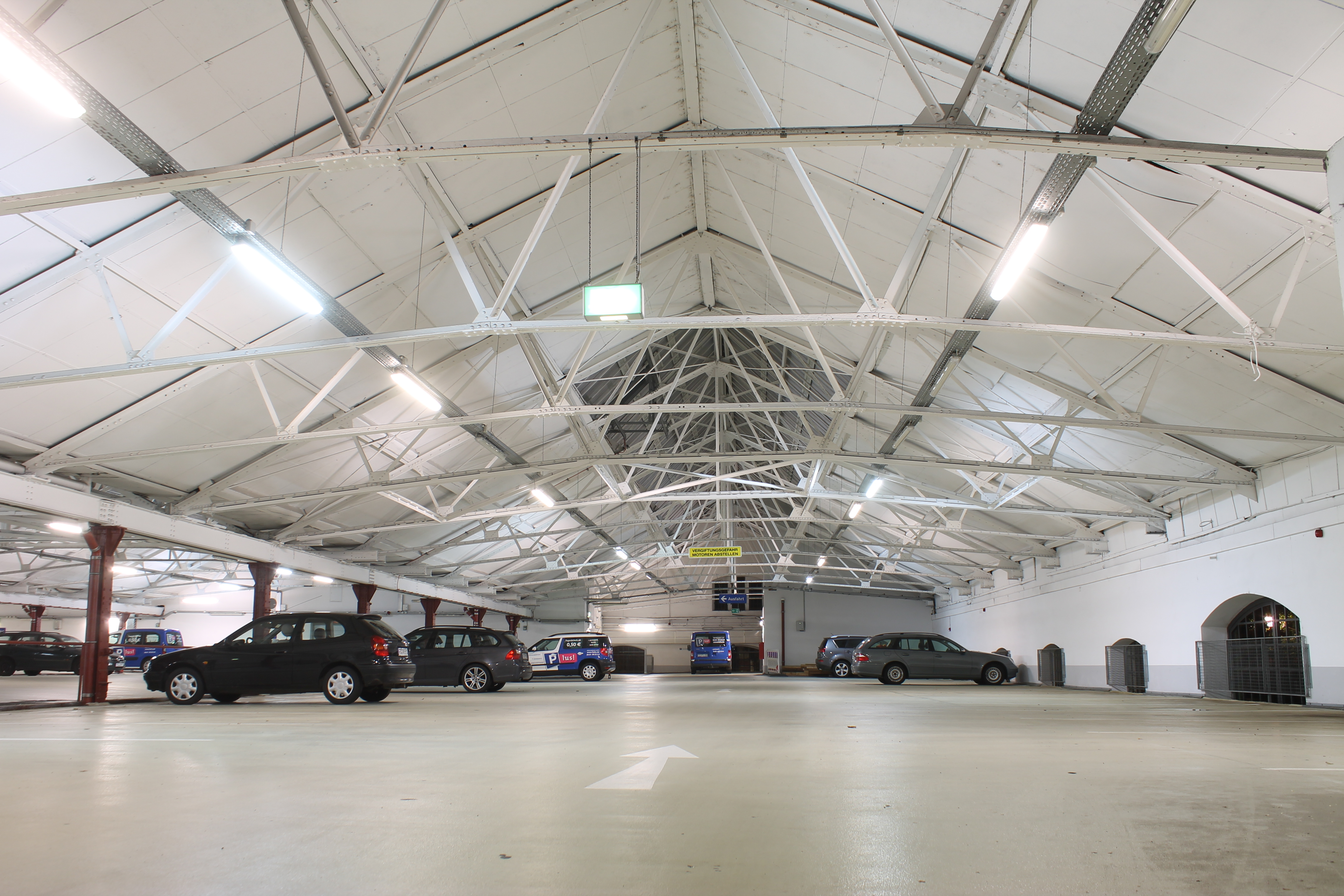
Parkdeck mit alter Dachkonstruktion

Die Richthalle Fulda ist ein denkmalgeschütztes Gebäude in unmittelbarer Nähe des Bahnhofes Fulda. Sie war früher Teil des Bahn-Ausbesserungswerks und ist heute als Parkhaus ausgebaut.

## Geschichte
Die Richthalle wurde 1867 erbaut und bildete den Mittelpunkt des Fuldaer Ausbesserungswerks. In ihr konnten zeitgleich verschiedene Arbeiten an mehreren Schienenfahrzeugen durchgeführt werden.
Seit den 1980er-Jahren wurde die Halle als Parkhaus und Mehrzweckhalle genutzt. Das neue Parkhaus mit 595 Stellplätzen wurde 2005 eröffnet. Für etwa zwei Millionen Euro (mehr als ursprünglich geplant) wurde eine zweite Ebene in das Gebäude eingezogen und zeitgemäße Technik eingebaut. Das Projekt bildete mit seiner Nähe zu Bahnhof und Esperanto-Kongresszentrum die Grundlage eines Parkleitsystems in der Fuldaer Innenstadt.